# Carbajal de la Legua
Carbajal de la Legua (en asturleonés, Carbayal) es una localidad española perteneciente al municipio de Sariegos, en la comarca de Tierra de León, provincia de León, comunidad autónoma de Castilla y León. 

## Ubicación

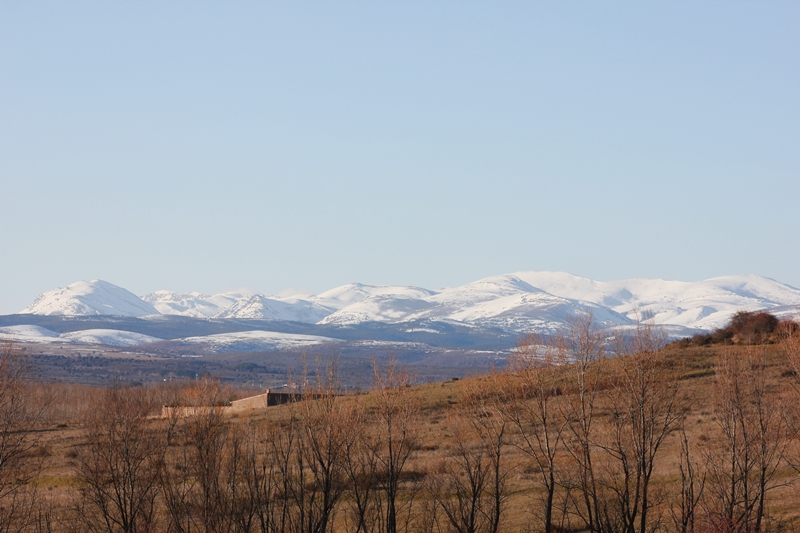
Vista de la cordillera Cantábrica desde Carbajal de la Legua

Situado en la margen izquierda del río Bernesga, es atravesado por su afluente el arroyo de la Vallina.
Carbajal de la Legua limita con Riosequino de Torío y San Feliz de Torío al noreste, Villasinta de Torío y Villaquilambre al este, Navatejera y León al sureste, San Andrés del Rabanedo al sur, Villabalter  y Azadinos al suroeste, Sariegos y Pobladura de Bernesga al oeste y Campo y Santibáñez y Cuadros al noroeste. 
El pueblo se extiende a lo largo de la carretera de León a Carbajal de la Legua, que tiene una longitud aproximada de 3,25 km. Solo queda separado del trazado urbanístico lineal la urbanización Monteleón que se encuentra a aproximadamente dos kilómetros del centro del pueblo. Perteneció a la antigua Hermandad de Bernesga de Arriba. Es el primer pueblo en el Camino de Santiago en su variante Camino del Salvador, que une León con Oviedo.

## Historia

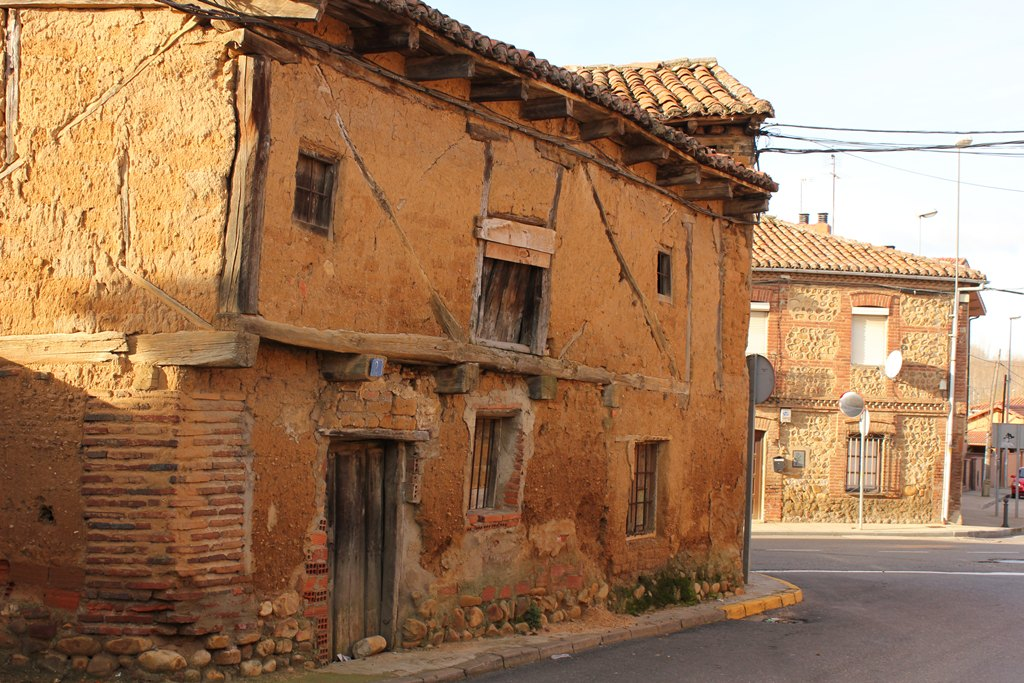
Casa de adobe antigua en la localidad

En 966 el rey Sancho I fundó el monasterio de San Pelayo en la ciudad de León, consagrado en honor del mártir cordobés san Pelayo cuyos restos fueron trasladados por el rey a la capital del reino, aunque más tarde fueron llevados a Oviedo. Ubicado al lado del Panteón de Reyes de San Isidoro de León, este monasterio sustituyó al monasterio de Palat del Rey como cenobio cortesano y se convirtió en la «cabeza del infantazgo» homónimo, el infantado de San Pelayo, donde se recluían las infantas que tomaban el hábito así como las reinas viudas. Años más tarde, en 1148, el monasterio se trasladó a Carbajal de la Legua, por decisión de la infanta Sancha, hermana del rey Alfonso VII  y desde entonces fue conocido como el monasterio de Santa María de Carbajal y las monjas benedictinas que ahí habitaban, las «Carbajalas». En 1600 la comunidad de benedictinas regresó a la ciudad de León.